# ミッケル・キルケスコフ
ミッケル・キルケスコフ・アンデルセン（Mikkel Kirkeskov Andersen, 1991年9月5日 - ）は、デンマーク・中央ユラン地域オーフス出身のサッカー選手。ツヴァイテリーガ・SCプロイセン・ミュンスター所属。ポジションはDF。

## クラブ経歴
2005年に地元のオーフスGFのユースアカデミーに入所。2010年にトップチームに昇格。2011-12シーズンより先発に定着し、2012年から2シーズン連続でリーグ戦30試合に出場するも、2013-14シーズンは1部で11位に終わり、2部に降格。2014年7月にオーデンセBKに移籍するも、出場機会に恵まれず。
2016年1月6日、オーレスンFKと契約。加入後先発に定着し、主力として活躍。
2018年2月18日、GKSピアスト・グリヴィツェに買取オプション付きのローン移籍で加入。同シーズン終了後に完全移籍。2018-19シーズンより先発に定着し、同シーズンはエクストラクラサ優勝に貢献。2シーズン連続で36試合先発出場した。
2020年12月21日、ホルシュタイン・キールと2年半の契約を締結。2021年1月13日のFCバイエルン・ミュンヘンとのDFBポカール2回戦では、キルケスコフ自身はベンチ入りにとどまったものの、2-2の末にPK戦でバイエルンを下すというアップセットを経験した。
2023年7月31日、ザグウェンビェ・ルビンに2年契約で移籍。
2024年1月、ホルシュタイン・キールに復帰。
2024年6月14日、SCプロイセン・ミュンスターに移籍。

## 代表経歴
2010年からユース世代のデンマーク代表に随時招集され、2013年1月にフル代表に初招集。同月27日のカナダとの親善試合で代表デビュー。以降は代表招集はなく、2018 FIFAワールドカップも招集外に終わった。